# Kakuma

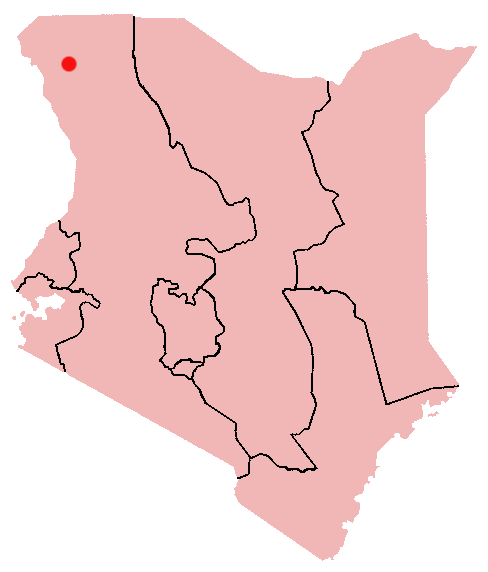
Kakumas läge i Kenya.

Kakuma är en ort i distriktet Turkana i provinsen Rift Valley i Kenya.
Utanför Kakuma finns sedan 1992 ett stort flyktingläger där flyktingar från omgivande länder bor, främst folk som flytt undan hungersnöd i Somalia och torka och strider i Sydsudan och Darfur, men också politiska dissidenter från Etiopien, Eritrea och Uganda samt flyktingar från konflikterna i Rwanda, Burundi och Kongo-Kinshasa.
Stadens namn är swahili för 'ingenstans' och syftar till det ödsliga läget.